# Gamekey

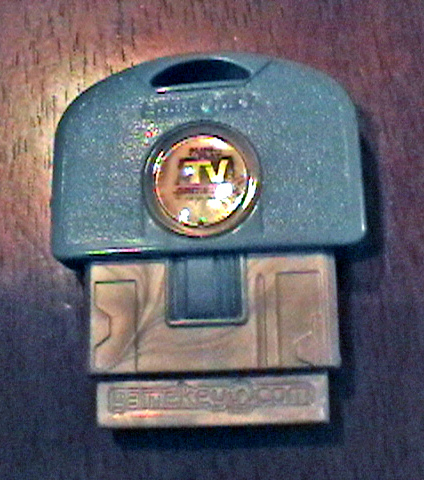
Hardware-Gamekey, hier Nicktoons für ein TV-game

Als Gamekey bezeichnet man einen Lizenzschlüssel für Computerspiele. Diese Schlüssel in Passwortform liegen in den meisten Fällen Computerspielen bei. Außerdem gibt es seit 2005 Hardware-GameKeys in Form von ROM-Modulen des Unternehmens Jakks Pacific.

## Nutzung
Hiermit stellt der Spielehersteller sicher, dass Computerspiele auch original sind und eine Installation verifiziert wird. Gerade im Online- und Multiplayerbereich sind diese Schlüssel unverzichtbar geworden. Unter anderem wird hiermit sichergestellt, dass jedes Computerspiel im Multiplayer-Modus über das Internet nur einmal verwendet werden kann. Seit 2011 wird der Gamekey immer wichtiger, denn es ist möglich, per Mail von Onlineshops diese Keys zu erhalten und dann beim Hersteller das Spiel herunterzuladen, was die Notwendigkeit zum Erwerb eines Spieles ein Geschäft aufzusuchen überflüssig macht. Der Download ist immer aktiv und kann bei Verlust immer wieder angestoßen werden. Viele Shops bieten diese Spiele nun nur noch als Download an.

## Gamekey-Shops
Verschiedenste Shops bieten nur noch Gamekeys zum Download an und diese liefern meist innerhalb weniger Minuten den gewünschten Schlüssel per E-Mail sowie eine Aktivierung des Downloadlinks beim Hersteller des jeweiligen Spiels. Hieraus entwickelten sich auch Preisvergleiche, die auf diese Downloadversionen zugeschnitten sind. In der Regel führen Gamekey-Shops europäische, teilweise auch Spielekeys aus den GUS-Staaten. Diese sind im Einkauf günstiger und könnten somit auf dem Graumarkt mit mehr Gewinn weiterverkauft werden. Spieleplattformen wie Steam oder Origin gehen gegen diesen unberechtigten Verkauf in andere Länder vor. Im Falle von Spielen wie Modern Warfare 3 oder Battlefield 3 wurden russische Keys europäischer Spieler gesperrt. Steam hat derzeit für einige Spieler Ländersperren eingerichtet, die nach der IP-Adresse aufschlüsseln, ob der jeweilige Besitzer des Keys berechtigt ist, damit zu spielen. Dies kann jedoch mit VPN-Servern umgangen werden. Dabei verstoßen Spieler allerdings teilweise gegen Allgemeine Geschäftsbedingungen der einzelnen Spiele-Plattformen.

## Illegale Aktivitäten
Durch das Erschweren der Aktivierung von Keys aus preiswerteren Ländern gibt es vermehrt Kreditkartenbetrug durch verschiedene Händler, um im Preiskampf an der Spitze zu bleiben. Von vielen Seiten gibt es auch deswegen Kritik an Plattformen wie G2A, welche geklauten und illegal erworbenen Gamekeys eine Plattform bieten. So meldete sich etwa tinyBuild 2017 zu Wort und warf G2A vor, Keys ihrer Spiele im Wert von 450.000 € verkauft zu haben.